# Список Романовых, родившихся после революции
Алфавитный список (XX—XXI вв.):

Российский Императорский дом в изгнании, их супруги, в т.ч. морганатические, и дети (2014)

- Александр Никитич (1929—2002) — сын кн. имп. кр. Никиты Александровича
- Александра Ростиславовна (р. 1983) — дочь Ростислава Ростиславовича
- Алексей Андреевич (р. 1953) — сын Андрея Андреевича
- Алексис Михайловна Романова-Ильинская (р. 1994) — дочь Михаила Павловича Романова-Ильинского
- Анна Павловна Романова-Ильинская (Глосинджер) (р. 1959) — дочь Павла Дмитриевича Романова-Ильинского
- Андрей Андреевич (1923—2021) — сын кн. имп. кр. Андрея Александровича
- Андрей Андреевич (младший) (р. 1963) — сын Андрея Андреевича
- Виктория Дмитриевна Романова-Ильинская (р. 1983) — дочь Дмитрия Павловича Романова-Ильинского
- Владимир Кириллович (1917—1992) — сын вел. кн. Кирилла Владимировича
- Георгий Александрович Юрьевский (р. 1961)
- Георгий Михайлович (р. 1981) — сын Марии Владимировны
- Даниил Даниилович (р. 2009) — сын Даниила Николаевича
- Дмитрий Павлович Романов-Ильинский (р. 1954) — сын Павла Дмитриевича Романова-Ильинского
- Дмитрий Романович (1926—2016) — сын кн. имп. кр. Романа Петровича
- Даниил Николаевич (р. 1972) — сын Николая Ростиславовича
- Екатерина Дмитриевна Романова-Ильинская (р. 1981) — дочь Дмитрия Павловича Романова-Ильинского
- Елизавета Николаевна (Боначини) (р. 1956) — дочь Николая Романовича
- Карлайн Николаевна (р. 2000) — дочь Николая Николаевича
- Кори Николаевич (1994—1998) — сын Николая Николаевича
- Ксения Андреевна (1919—2000) — дочь кн. имп. кр. Андрея Александровича
- Лейла Дмитриевна Романова-Ильинская (р. 1986) — дочь Дмитрия Павловича Романова-Ильинского
- Марина Васильевна (Бидлстон) (р. 1940) — дочь кн. имп. кр. Василия Александровича
- Мария Владимировна (р. 1953) — дочь Владимира Кирилловича
- Михаил Андреевич (1920—2008) — сын кн. имп. кр. Андрея Александровича
- Михаил Михайлович (1959—2001) — сын Михаила Федоровича
- Михаил Павлович Романов-Ильинский (р. 1959) — сын Павла Дмитриевича Романова-Ильинского
- Михаил Фёдорович (1924—2008) — сын кн. имп. крови Фёдора Александровича
- Мэдисон Данииловна (р. 2007) — дочь Даниила Николаевича
- Надежда Дмитриевна Романовская - Кутузова (1933—2002) — дочь кн. имп. крови Дмитрия Александровича
- Наталья Андреевна (р. 1993) — дочь Андрея Андреевича (младшего)
- Наталья Николаевна (Консоло) (р. 1952) — дочь Николая Романовича
- Никита Никитич (1923—2007) — сын. кн. имп. крови Никиты Александровича
- Никита Ростиславович (р. 1987) — сын Ростислава Ростиславовича
- Николай Романович (1922—2014) — сын кн. имп. кр. Романа Петровича
- Николай Ростиславович (1945—2000) — сын кн. имп. крови Ростислава Александровича
- Николай Николаевич (р. 1968) — сын Николая Ростиславовича
- Ольга Андреевна (р. 1950) — дочь кн. имп. кр. Андрея Александровича
- Павел Дмитриевич Романов-Ильинский (1928—2004) — сын вел. кн. Дмитрия Павловича
- Павла Павловна Романова-Ильинская (Комисэр) (р. 1956) — дочь Павла Дмитриевича Романова-Ильинского
- Пётр Андреевич (р. 1961) — сын Андрея Андреевича
- Ростислав Ростиславович (1938—1999) — сын кн. имп. крови Ростислава Александровича
- Ростислав Ростиславович (младший) (р. 1985) — сын Ростислава Ростиславовича
- Михаил Ростиславович  (р. 2013) — сын Ростислава Ростиславовича (младшего)[K 1]
- Стефания Ростиславовна (Боггис) (р. 1963) — дочь Ростислава Ростиславовича
- Татьяна Михайловна (р. 1986) — дочь Михаила Михайловича
- Татьяна Николаевна (Тиротти) (р. 1961) — дочь Николая Романовича
- Фёдор Никитич (1974—2007) — сын Никиты Никитича
- Хизер Николаевна (р. 1976) — дочь Николая Ростиславовича
- Шелли Николаевна(р. 2003) — дочь Николая Николаевича

1. ↑  В некоторых источниках утверждается, что сына зовут Михаил, но сам отец ребенка в интервью заявляет, что сын носит такое же имя как у него и у деда.[1]